# Keir Starmer
Keir Rodney Starmer KCB KC (Southwark, 2 de setembro de 1962) é um político britânico que atualmente serve como primeiro-ministro do Reino Unido desde julho de 2024. É o líder do Partido Trabalhista desde 2020, tendo sido também líder da oposição entre 2020 e 2024. Previamente foi diretor do Ministério Público entre 2008 e 2013. Starmer é Membro da Câmara dos Comuns do Reino Unido, representando os distritos de Holborn e St Pancras (no centro de Londres) desde 2015.
Qualificado como barrister, ele atuou quase que exclusivamente como advogado de defesa, especializado em assuntos de direitos humanos, antes de ser apontado para o Conselheiro da Rainha (QC) em 2002. Em 2008, ele se tornou Diretor do Ministério Público (DPP) e Chefe do Ministério Público da Coroa (CPS), mantendo essas posições até 2013. Por seu trabalho nestes cargos, ele foi condecorado como Cavaleiro Comandante da Ordem do Banho (KCB) em 2014.
Eleito para a Câmara dos Comuns nas eleições de 2015, Starmer foi apontado por Jeremy Corbyn como Ministro de Estado de Sombra para Imigração, um papel que manteve até 2016 quando, junto com outros parlamentares trabalhistas, renunciou em protesto contra a liderança de Corbyn. Keir Starmer foi mais tarde apontado para o Gabinete de Sombra em outubro de 2016 como Secretário de Estado de Sombra para Saída da União Europeia, após a votação do Brexit. Após a derrota do Partido Trabalhista nas eleições de 2019, Starmer foi eleito, em abril de 2020, para se tornar o novo líder dos Trabalhistas.
O alinhamento político de Keir Starmer é descrito como de centro-esquerda. Ele defende maiores investimentos em serviços públicos, como a NHS, e ainda a abolição do pagamento de mensalidades nas universidades. Starmer apoia aumento de impostos para os mais ricos e medidas mais duras contra evasão fiscal das empresas. Ele também apoiou as propostas, feitas por Jeremy Corbyn, para cortar as medidas de austeridade impostas pelos Conservadores e defendeu medidas governamentais para lidar com questões como saúde pública, desigualdade social, falta de moradia e o meio ambiente.
Starmer foi eleito primeiro-ministro em 4 de julho de 2024 e assumiu o cargo no dia seguinte, tornando-se o primeiro premiê trabalhista desde 2010. Na administração Starmer, o governo encerrou certos pagamentos de combustível de inverno para cerca de dez milhões de pessoas, implementou um esquema de liberação antecipada para milhares de prisioneiros para diminuir a superlotação das prisões e resolveu uma série de greves do setor público. Starmer anunciou um Comando de Segurança de Fronteira em substituição ao plano de asilo de Ruanda e um Programa Nacional de Desordem Violenta para os tumultos de 2024, bem como reformas nos direitos dos trabalhadores. Na política externa, Starmer apoiou a Ucrânia na guerra contra a Rússia e Israel no conflito em Gaza.

## Vida e educação
Keir Rodney Starmer nasceu em 2 de setembro de 1962 em Southwark, Londres. Ele cresceu na cidade de Oxted, em Surrey. Foi o segundo dos quatro filhos de Josephine (nascida Baker), uma enfermeira, e Rodney Starmer, um ferramenteiro. Sua mãe tinha a artrite reumatoide. Seus pais eram apoiadores do Partido Trabalhista e, segundo relatos, o nomearam em homenagem ao primeiro líder parlamentar do partido, Keir Hardie, embora Starmer tenha dito em 2015 que não sabia se isso era verdade.
Ele passou no exame 11-plus e conseguiu entrar na Reigate Grammar School, então uma escola grammar seletiva voluntária. A escola foi privatizada em em 1976, enquanto ele ainda era aluno. Os termos da conversão foram tais que seus pais não precisaram pagar pela sua educação até que ele completasse 16 anos, e, quando atingiu essa idade, a escola, agora uma instituição de caridade, lhe concedeu uma bolsa que permitiu concluir sua educação sem contribuição dos pais. As matérias que ele escolheu para especialização nos últimos dois anos na escola foram matemática, música e física, nas quais obteve notas A level de B, B e C. Entre seus colegas de classe estavam o músico Norman Cook (Fatboy Slim), com quem Starmer teve aulas de violino; Andrew Cooper, que se tornou um par conservador; e o futuro jornalista conservador Andrew Sullivan. Segundo Starmer, ele e Sullivan "brigavam por tudo... Política, religião".
Na adolescência, Starmer era ativo na política trabalhista; ele era membro dos Jovens Socialistas do Partido Trabalhista aos 16 anos. Foi expositor júnior na Guildhall School of Music and Drama até os 18 anos e tocava flauta, piano, gravador e violino. No início dos anos 1980, Starmer foi pego pela polícia vendendo sorvetes ilegalmente enquanto tentava arrecadar dinheiro durante uma viagem de férias à Riviera Francesa. Ele escapou do incidente sem punição, além dos sorvetes serem confiscados. Starmer estudou direito na Universidade de Leeds, tornando-se membro do Clube Trabalhista da universidade e graduando-se com honras de primeira classe como Bacharel em Direito em 1985, tornando-se o primeiro membro de sua família a se formar. Ele realizou estudos de pós-graduação no St Edmund Hall, Oxford, graduando-se na Universidade de Oxford como Bacharel em Direito Civil (BCL) em 1986. De 1986 a 1987, Starmer foi editor da Socialist Alternatives, uma revista radical trotskista. A revista era produzida por uma organização com o mesmo nome, que representava a seção britânica da Tendência Marxista Revolucionária Internacional (IRMT).

## Governo de Keir Starmer (2024 – presente)

### Vitória nas eleições gerais de 2024
Em julho de 2024, Keir Starmer liderou o Partido Trabalhista a uma vitória esmagadora nas eleições gerais de 2024, encerrando catorze anos de governo Conservador e tornando o Trabalhista o maior partido na Câmara dos Comuns. Em seu discurso de vitória, Starmer agradeceu aos trabalhadores do partido por seu esforço – incluindo quase cinco anos de renovação e rebranding do Partido Trabalhista diante da dominância dos Conservadores – e incentivou-os a aproveitar o momento, mas alertou sobre os desafios futuros e prometeu que seu governo trabalharia para a "renovação nacional":
"Nós conseguimos. Vocês fizeram campanha para isso, lutaram por isso, votaram para isso e agora chegou. A mudança começa agora. E é uma sensação boa, para ser honesto. Quatro anos e meio de trabalho mudando o partido. É para isso que serve – um Partido Trabalhista transformado, pronto para servir nosso país, pronto para restaurar a Grã-Bretanha ao serviço do povo trabalhador. Dissemos que acabaríamos com o caos e vamos fazer isso. Dissemos que viraríamos a página e viramos. Hoje começamos o próximo capítulo, iniciamos o trabalho da mudança, a missão de renovação nacional e começamos a reconstruir nosso país."

### Entrando no governo

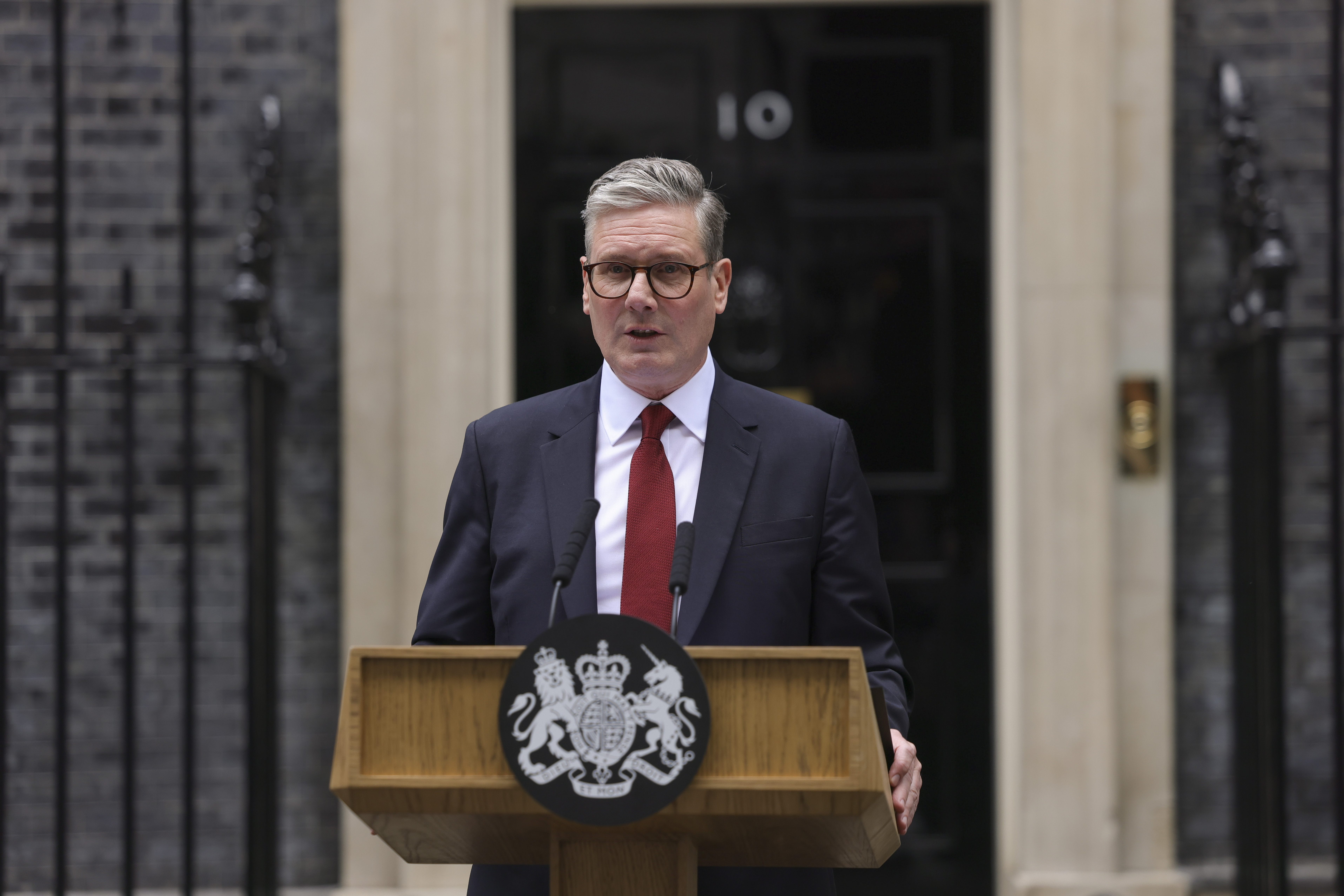
Keir Starmer fazendo seu primeiro discurso como primeiro-ministro, 5 de julho de 2024.

Como líder do partido majoritário na Câmara dos Comuns, Starmer foi nomeado primeiro-ministro por Carlos III em 5 de julho de 2024, tornando-se o primeiro primeiro-ministro Trabalhista desde Gordon Brown e o primeiro a vencer uma eleição geral desde Tony Blair. Ele foi levado do Palácio de Buckingham para Downing Street, onde foi recebido por uma multidão de apoiadores e fez seu primeiro discurso como primeiro-ministro. Em seu discurso, Starmer prestou homenagem a Sunak, dizendo que "sua conquista como o primeiro primeiro-ministro britânico de origem asiática do nosso país não deve ser subestimada por ninguém" e também reconheceu "a dedicação e o trabalho árduo que ele trouxe para sua liderança", mas acrescentou que o povo da Grã-Bretanha votou por mudança:
"Vocês nos deram um mandato claro, e vamos usá-lo para entregar a mudança. Para restaurar o serviço e o respeito à política, acabar com a era das performances barulhentas, interferir menos em suas vidas e unir nosso país. Quatro nações, juntas novamente, enfrentando, como tantas vezes fizemos no passado, os desafios de um mundo inseguro. Comprometidos com uma reconstrução calma e paciente. Então, com respeito e humildade, convido todos vocês a se juntarem a este governo de serviço na missão de renovação nacional. Nosso trabalho é urgente e começamos hoje".
Outros líderes mundiais, incluindo Lula, Joe Biden e Justin Trudeau, assim como os ex-primeiros-ministros Trabalhistas Tony Blair e Gordon Brown, parabenizaram Starmer após sua nomeação como primeiro-ministro. Um dos seus primeiros atos como primeiro-ministro foi cancelar o plano de asilo em Ruanda.

### Gabinete
Starmer começou a selecionar seus ministros do gabinete após sua nomeação como primeiro-ministro. Seu novo governo está sendo formado entre 5 e 7 de julho, com a primeira reunião do novo Gabinete em 6 de julho e o novo Parlamento sendo convocado para se reunir em 9 de julho. Foi observado que seu gabinete tem uma representação política feminina recorde, nomeando mulheres para metade do Gabinete, incluindo a primeira mulher a ocupar o cargo de Chanceler na história britânica, e três das cinco principais posições políticas no governo britânico.

### Políticas
Em junho de 2024, Starmer lançou o manifesto do Partido Trabalhista "Mudança", que se concentra em crescimento econômico, reformas do sistema de planejamento, infraestrutura, o que Starmer descreve como "energia limpa", saúde, educação, cuidados infantis e fortalecimento dos direitos dos trabalhadores. O manifesto promete uma nova empresa de energia pública (Great British Energy), um "Plano de Prosperidade Verde", redução dos tempos de espera dos pacientes no NHS e a renacionalização da rede ferroviária (Great British Railways). Inclui políticas de criação de riqueza "pró-negócios e pró-trabalhadores". O manifesto também prometeu dar votos aos jovens de 16 anos, reformar a Câmara dos Lordes e taxar as escolas privadas, com o dinheiro gerado sendo destinado a melhorar a educação pública.
"Uma Grã-Bretanha mais justa, mais saudável e mais segura, a serviço do povo trabalhador, com crescimento vindo de todas as comunidades. Uma Grã-Bretanha pronta para restaurar essa promessa. O vínculo que atravessa gerações e diz – este país será melhor para seus filhos" — Keir Starmer
Em junho de 2025, Starmer apoiou o direito de Israel à autodefesa na guerra Irã-Israel e os ataques dos Estados Unidos a instalações nucleares iranianas, afirmando que "o Irã nunca poderá desenvolver uma arma nuclear e os EUA tomaram medidas para aliviar essa ameaça".

## Vida pessoal

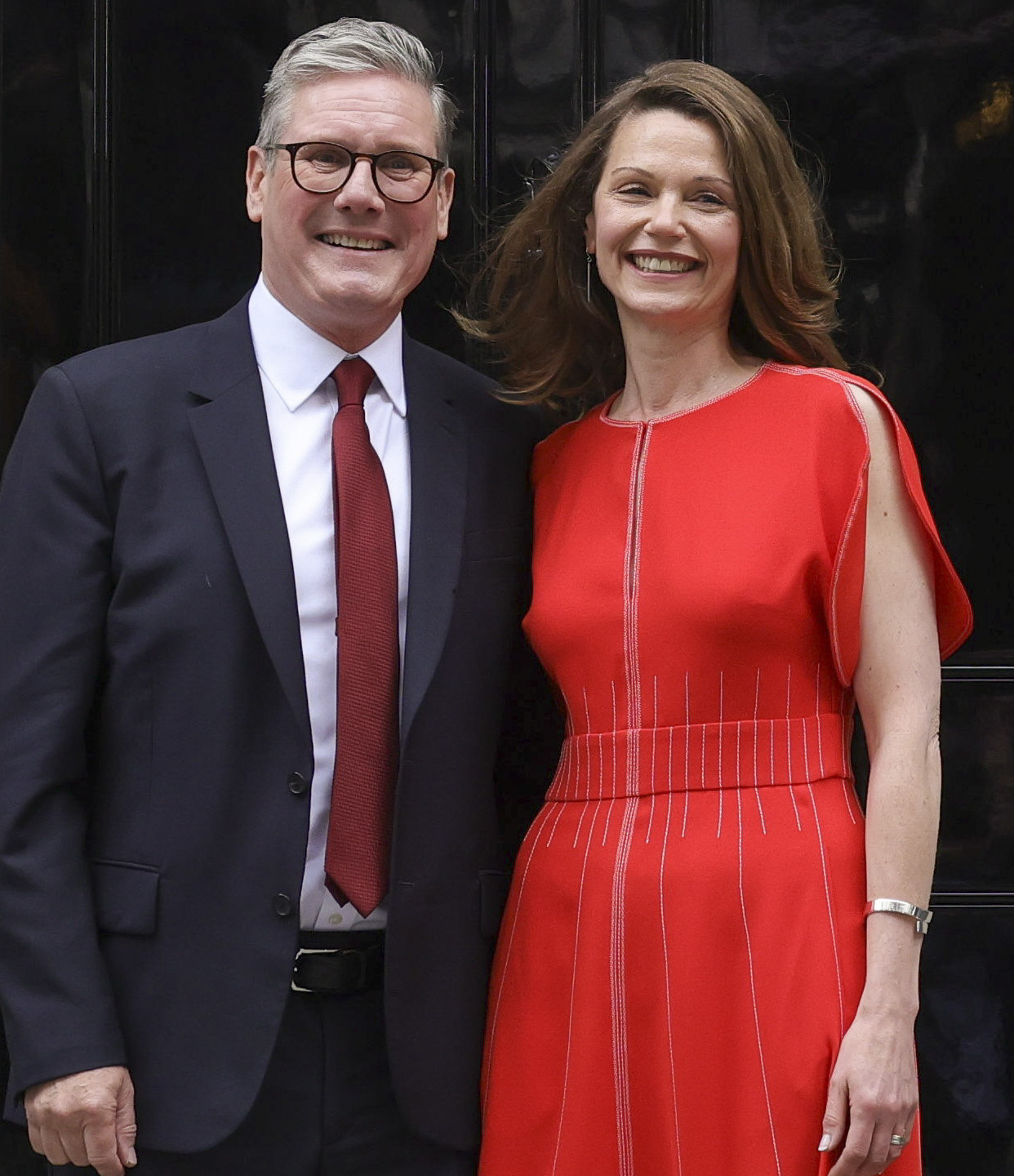
Keir e Victoria Starmer em frente ao número 10 da Downing Street, julho de 2024.

Starmer conheceu Victoria Alexander, então advogada, no início dos anos 2000, enquanto ele era um advogado sênior no Doughty Street Chambers e eles estavam trabalhando no mesmo caso. Os dois eventualmente se tornaram próximos, ficaram noivos em 2004 e se casaram em 6 de maio de 2007 na Fennes Estate em Essex. O casal tem dois filhos, um filho, nascido um ano após o casamento, e uma filha, nascida dois anos depois. Ambos estão sendo criados na fé judaica da mãe. Até se mudarem para Downing Street, o casal residia em Kentish Town, norte de Londres.
Starmer é pescetariano, e sua esposa é vegetariana. Eles criaram seus filhos como vegetarianos até que completassem 10 anos, momento em que lhes foi dada a opção de comer carne. Em uma entrevista durante as eleições gerais de 2024, Starmer revelou que o que ele mais temia ao se tornar primeiro-ministro era o impacto que isso poderia ter em seus filhos, devido às suas "idades difíceis" e como seria mais fácil se fossem mais novos ou mais velhos. Starmer disse em uma entrevista de rádio que tentaria evitar trabalhar após as 18h às sextas-feiras para observar os jantares de Sabá e passar tempo com sua família.
Starmer é ateu; ele optou por fazer uma "afirmação solene" (em vez de um juramento) de lealdade ao monarca. Starmer disse que não acredita em Deus, mas acredita no poder da fé para unir as pessoas. Ele e sua família ocasionalmente frequentam uma sinagoga liberal, e ele afirmou em uma entrevista de 2022 que seus filhos estão sendo criados para conhecer a fé judaica e o histórico dos avós maternos.

Starmer é um ávido jogador de futebol, tendo jogado pelo Homerton Academicals, um time amador do norte de Londres, e ele apoia o time da Premier League Arsenal.